# Maria Leopoldina da Áustria
Maria Leopoldina da Áustria (nascida Leopoldina Carolina Josefa de Habsburgo-Lorena, em alemão: Leopoldine Caroline Josepha von Österreich; Viena, 22 de janeiro de 1797 – Rio de Janeiro, 11 de dezembro de 1826), foi uma arquiduquesa da Áustria, a primeira esposa do Imperador Pedro I e Imperatriz Consorte do Brasil de 1822 até sua morte. Como esposa do rei Pedro IV de Portugal, foi também, brevemente, Rainha Consorte de Portugal e Algarves entre março e maio de 1826. Dotada de uma educação exemplar e de aguçada inteligência política, foi uma das principais articuladoras do processo de Independência do Brasil, atuando como Regente em setembro de 1822 e sancionando o decreto da separação de Portugal antes de D. Pedro proclamar a independência às margens do Ipiranga, o que a torna a primeira mulher a governar o Brasil independente. Por seu papel, tornou-se a primeira imperatriz consorte do país e a primeira Imperatriz do Novo Mundo.
A educação que Leopoldina recebeu foi eclética e ampla, de nível cultural superior e formação política consistente. Tal educação dos príncipes e princesas Habsburgo baseava-se na crença educacional de seu avô Leopoldo II, que acreditava "que as crianças deveriam ser desde cedo inspiradas a ter qualidades elevadas, como humanidade, compaixão e desejo de fazer o povo feliz". O princípio central era o do dever dinástico: o sacrifício dos desejos pessoais em nome das necessidades do Estado. Com uma profunda fé católica e uma sólida formação científica — que incluía política internacional e noções de governo —, a arquiduquesa foi preparada desde cedo para reinar.

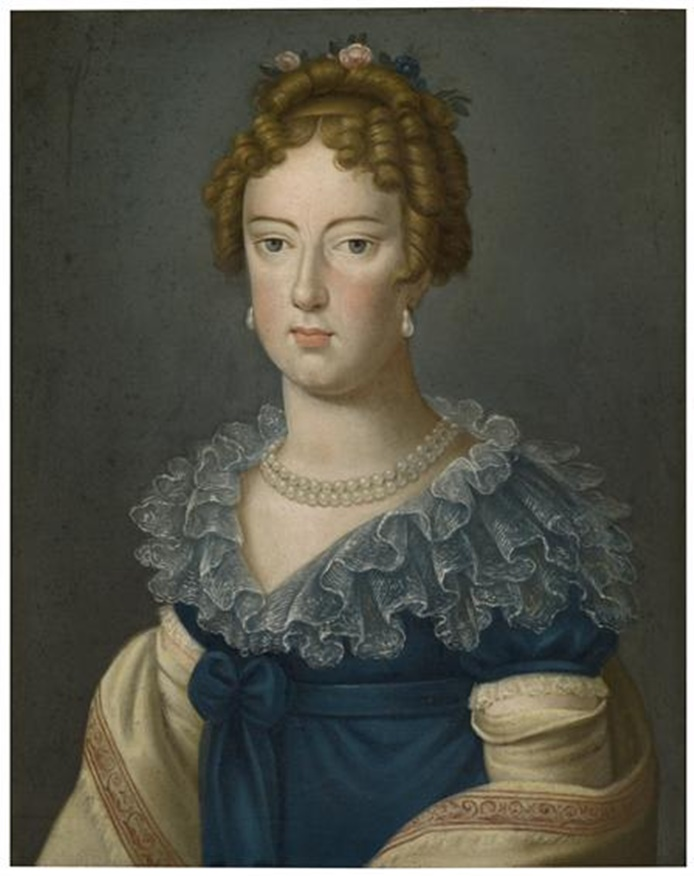
Arquiduquesa Leopoldina da Áustria

É considerada por um crescente número de historiadores como a principal arquiteta da Independência do Brasil. Sua atuação foi decisiva entre 1821 e 1822, culminando nos eventos de setembro. O historiador Paulo Rezzutti, em sua biografia, sustenta que foi em grande parte graças a ela que o Brasil se tornou uma nação. Segundo ele, "abraçou o Brasil como seu país, os brasileiros como o seu povo e a Independência como a sua causa”. Foi conselheira de D. Pedro em decisões cruciais, como o Dia do Fico, e, dotada de uma visão política mais pragmática que a do marido, percebeu antes dele que a separação era inevitável para manter a integridade territorial e a forma de governo monárquica no Brasil. Consequentemente, por chefiar o Conselho de Estado e governar o país como Princesa Regente Interina durante a viagem de D. Pedro a São Paulo, é considerada a primeira mulher a se tornar chefe de estado de um país americano independente.

## Origem e infância

### Primeiros anos

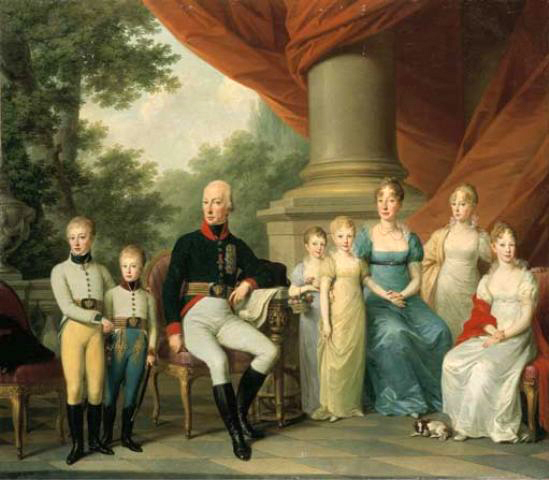
A família imperial austríaca em 1805, por Joseph Kreutzinger

Leopoldina nasceu em 22 de janeiro de 1797, no suntuoso Palácio de Hofburg, em Viena, coração do Império Austríaco. Ela pertencia à Casa de Habsburgo-Lorena, uma das mais antigas e poderosas dinastias da Europa, que reinou sobre a Áustria de 1282 a 1918. Era filha do último imperador do Sacro Império Romano-Germânico, Francisco II, que, a partir de 1804, por exigência de Napoleão Bonaparte, abdicou do título milenar para se tornar apenas Francisco I, Imperador da Áustria. Sua mãe era a segunda esposa e prima de Francisco, Maria Teresa, princesa de Nápoles e Sicília, de um ramo da Casa de Bourbon.

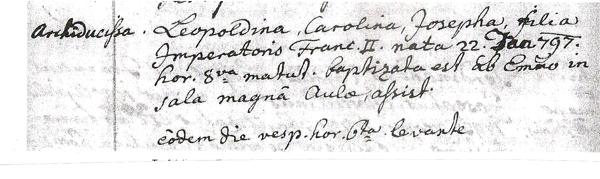
Anotação no registro de atividades do Cardeal Arcebispo, efetuada em latim, relativa ao batizado da Arquiduquesa Leopoldina, Carolina, Josepha, realizado na antecâmara do Palácio, às seis horas da tarde do mesmo 22 de janeiro de 1797. Arquivo da Cúria Metropolitana, Viena

Seu nome de batismo era Leopoldina Carolina Josefa, como comprovam os registros de Viena e as pesquisas de biógrafos como Carlos H. Oberacker Jr. e, mais recentemente, Paulo Rezzutti. O nome "Maria" foi adicionado por ela mesma em 1817, ao assinar o Ato de Renúncia à sucessão austríaca, provavelmente como uma homenagem à Virgem Maria e para se adaptar aos costumes de Portugal, onde o nome era comum entre as mulheres da família real.
A infância de Leopoldina foi marcada pela instabilidade das Guerras Napoleônicas. A Áustria estava no centro dos conflitos contra a França, e a família imperial viveu sob a constante ameaça das invasões e da redefinição das fronteiras europeias. Em um dos episódios mais humilhantes para os Habsburgo, sua irmã mais velha, Maria Luísa de Áustria, foi dada em casamento a Napoleão em 1810, em uma tentativa desesperada de selar a paz. A avó materna da princesa, a rainha Maria Carolina das Duas Sicílias, reagiu com amargura à aliança: “É justamente o que me faltava, tornar-me agora ainda avó do diabo”. Esse ambiente de crise política e sacrifício pessoal forjou seu caráter e sua compreensão do Estado.

### Educação

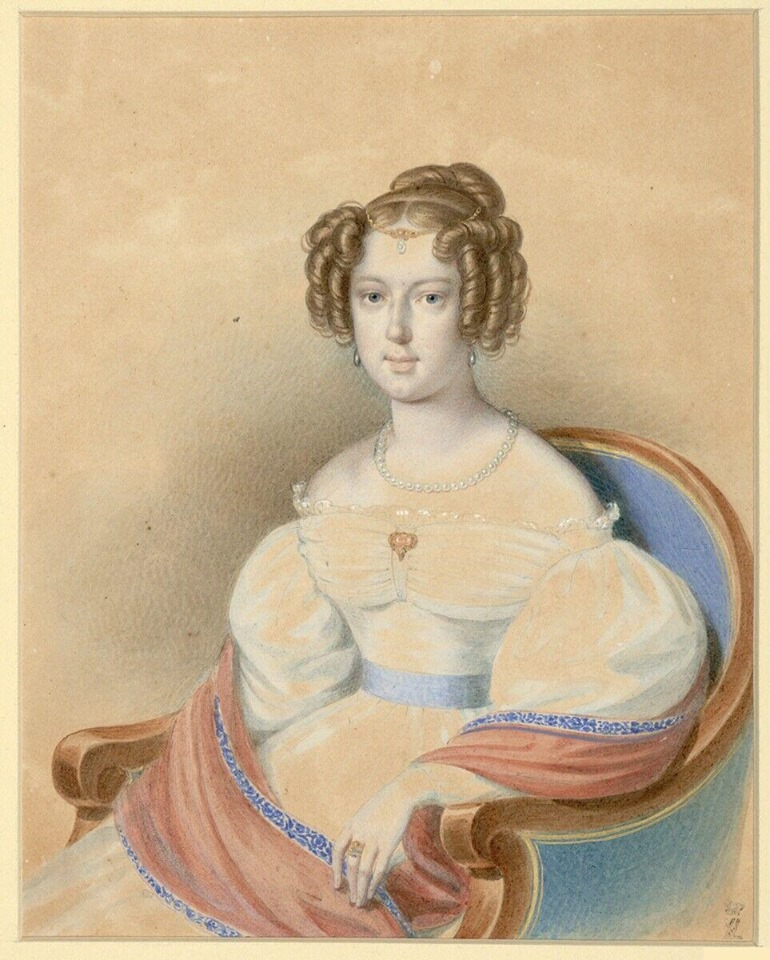
Leopoldina por volta de 1810

Órfã de mãe aos dez anos, Leopoldina encontrou uma figura materna e mentora em sua madrasta, Maria Luísa, prima de seu pai. Mulher de vasta cultura e amiga do poeta Johann Wolfgang von Goethe, a nova imperatriz supervisionou pessoalmente a educação da enteada, incentivando seu gosto pela literatura, música e, especialmente, pelas ciências naturais.
Seguindo os preceitos de seu avô Leopoldo II, sua educação era rigorosa e enciclopédica. O currículo incluía alemão, francês, italiano, latim, e mais tarde inglês e português, que aprendeu rapidamente em 1816. Além das línguas, estudou história, geografia, matemática, física, desenho, pintura e música, com aulas de piano e canto. Sua maior paixão, no entanto, eram as ciências naturais. Desde cedo, desenvolveu um profundo interesse por botânica e mineralogia, organizando extensas coleções de plantas, conchas e minerais, um hábito herdado de seu pai. A formação também incluía o desenvolvimento de habilidades sociais e de representação pública; os jovens arquiduques atuavam em peças teatrais e participavam de cerimônias para aprender a se portar e a falar em público, preparando-se para suas futuras funções de Estado.

## Casamento em Viena: estratégia política

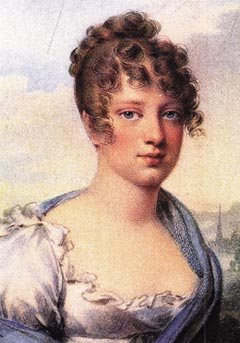
A jovem arquiduquesa Leopoldina em 1817

No xadrez geopolítico da Europa pós-Napoleão, o Congresso de Viena (1815) buscou restaurar a legitimidade das monarquias e criar um equilíbrio de poder. As alianças matrimoniais eram uma ferramenta fundamental da política externa austríaca, liderada pelo chanceler Klemens Wenzel von Metternich. O casamento de Leopoldina com o herdeiro do trono do Reino Unido de Portugal, Brasil e Algarves, D. Pedro de Alcântara, foi um ato de alta estratégia.
Para a Áustria, a união representava a criação de um laço com uma monarquia transatlântica, estendendo a influência da conservadora Santa Aliança para o continente americano e solidificando o princípio monárquico contra as ondas revolucionárias. Para Portugal, cujo rei D. João VI governava a partir do Rio de Janeiro, o casamento era uma oportunidade de ouro para contrabalançar a esmagadora influência política e econômica da Grã-Bretanha, aliando-se a uma das mais antigas e prestigiadas dinastias católicas da Europa.
As negociações foram conduzidas pelo embaixador português, o Marquês de Marialva. O contrato de casamento, assinado em 29 de novembro de 1816, estabelecia um dote de 200.000 florins a ser pago pela Áustria, com um contradote de igual valor garantido por Portugal, além de uma pensão anual para a princesa. A cerimônia por procuração ocorreu na Igreja de Santo Agostinho, em Viena, em 13 de maio de 1817. D. Pedro foi representado pelo tio da noiva, o arquiduque Carlos, um célebre herói de guerra. A bênção nupcial presencial só ocorreria em 6 de novembro de 1817, no Rio de Janeiro.

## Da Áustria para o Novo Mundo e a Missão Científica

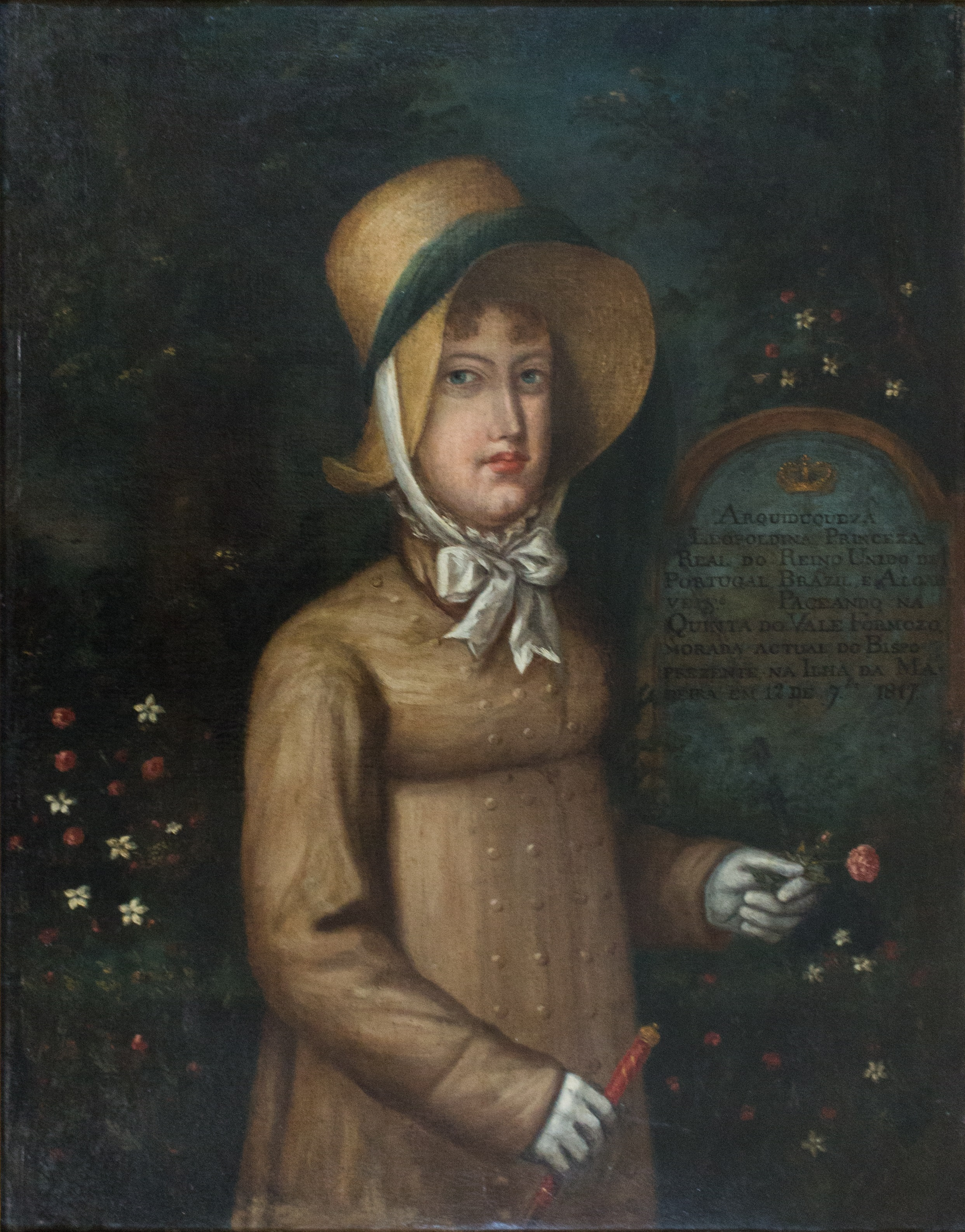
Dona Leopoldina na ilha da Madeira, única parada de sua comitiva durante a travessia do oceano Atlântico

### A travessia do Atlântico e a Missão Científica Austríaca
A viagem de Leopoldina ao Brasil foi um empreendimento monumental, combinando um séquito de corte com uma das mais importantes expedições científicas da época. Partindo de Livorno, na Itália, a bordo da nau portuguesa D. João VI, ela enfrentou uma travessia de 86 dias. Sua bagagem incluía um vasto enxoval, uma biblioteca, suas coleções científicas e uma comitiva de nobres, damas e criados.
O aspecto mais notável da viagem foi a Missão Científica Austríaca, organizada sob os auspícios de Metternich e do pai de Leopoldina. Aproveitando o casamento e o interesse da arquiduquesa pelas ciências naturais, a expedição foi encarregada de realizar um levantamento sem precedentes da natureza e dos povos do Brasil. O grupo incluía naturalistas proeminentes como os bávaros Johann Baptist von Spix (zoólogo) e Carl Friedrich Philipp von Martius (botânico), além do pintor Thomas Ender, do zoólogo Johann Natterer e do botânico Johann Emanuel Pohl.
Inspirados pela obra de Alexander von Humboldt, os cientistas percorreram mais de 10.000 quilômetros pelo interior do Brasil, coletando milhares de espécimes de plantas, animais e artefatos indígenas. O resultado foi monumental, destacando-se a obra Flora Brasiliensis de Martius, um compêndio de 20.000 páginas que até hoje é uma referência fundamental para a botânica brasileira. A expedição não apenas abriu o Brasil para a ciência europeia, mas também solidificou a reputação de Leopoldina como uma mecenas das ciências.

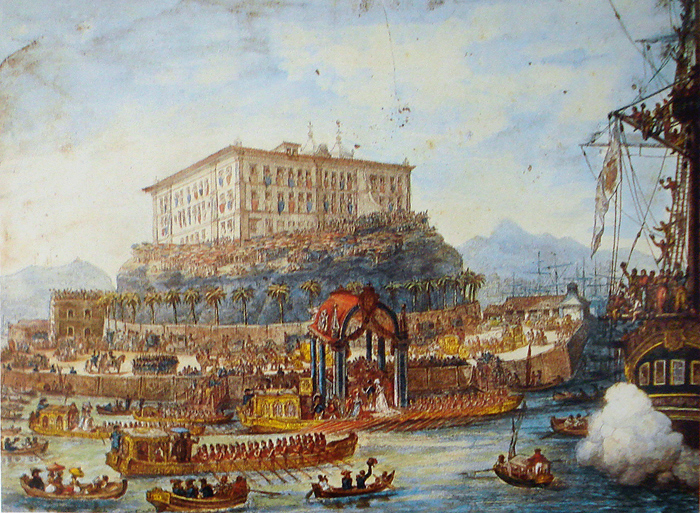
Desembarque da arquiduquesa Leopoldina no Rio de Janeiro em 5 de novembro de 1817, com o Mosteiro de São Bento ao fundo. por Debret

Dona Leopoldina é recebida por Dom Pedro, a família real e a corte no Rio de Janeiro em 5 de novembro de 1817, por Debret

Leopoldina desembarcou no Rio de Janeiro em 5 de novembro de 1817, sendo recebida com grande pompa. O jovem casal foi instalado no Paço de São Cristóvão, na Quinta da Boa Vista. Em cartas da época, Leopoldina expressou seu fascínio pela exuberância da natureza tropical, mas também seu choque cultural com os costumes da corte luso-brasileira, que considerava menos refinados que os de Viena. Sobre seu marido, suas primeiras impressões foram mistas, reconhecendo sua franqueza, mas também uma natureza impulsiva e "bruta".

## Regência e Imperatriz do Brasil

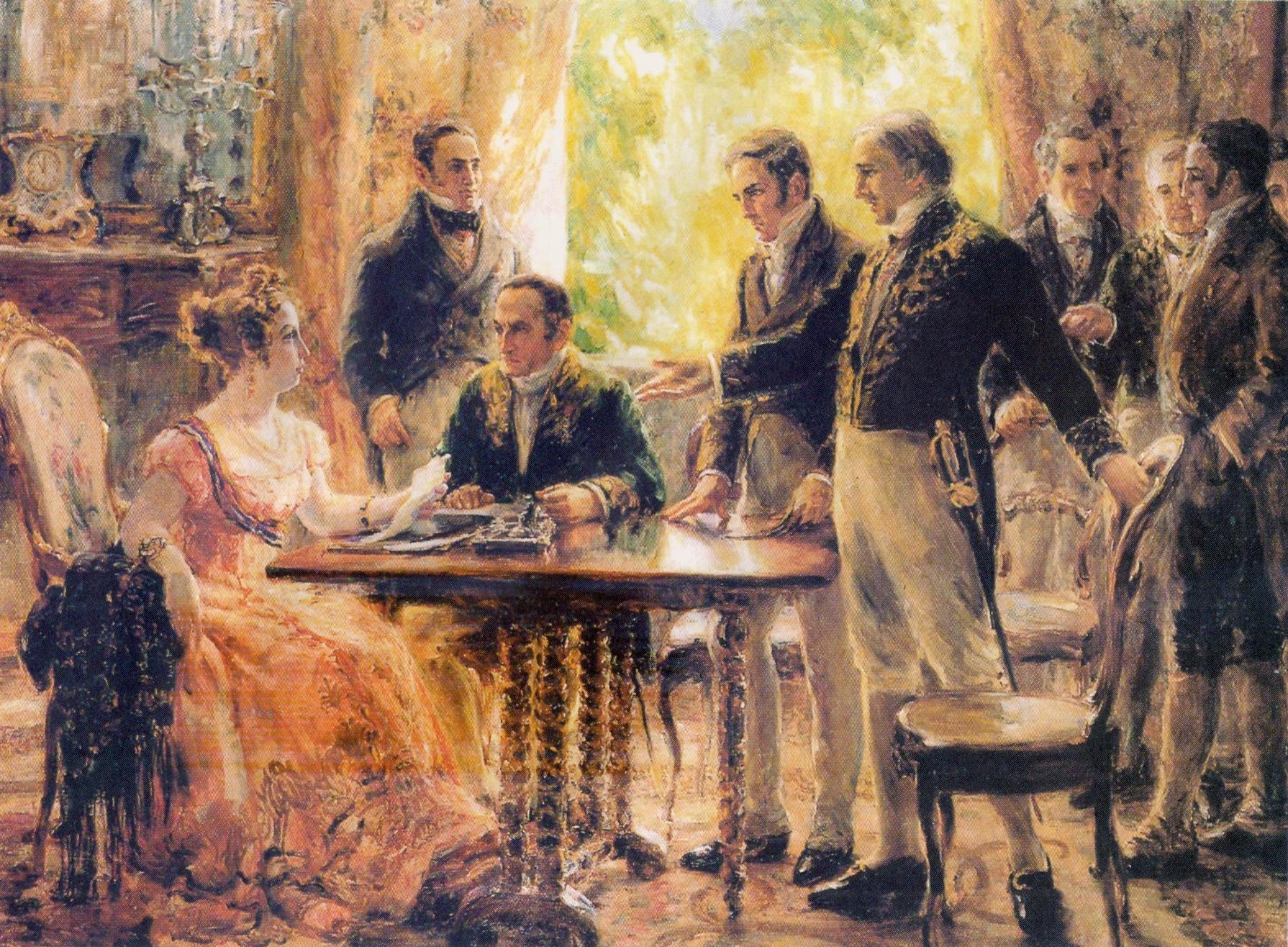
Dona Leopoldina, então Princesa Real-Regente do Reino do Brasil, preside a reunião do Conselho de Estado em 2 de setembro de 1822

### A Arquiteta da Independência
A Revolução liberal do Porto de 1820 forçou o retorno de D. João VI a Portugal em 1821, deixando D. Pedro como Príncipe Regente no Brasil. As Cortes de Lisboa, no entanto, iniciaram uma política de recolonização, exigindo o retorno do príncipe e desmantelando as instituições criadas no Brasil. Foi nesse cenário de crise que a formação política e o pragmatismo de Leopoldina se revelaram cruciais.
Enquanto D. Pedro hesitava, dividido entre a lealdade ao pai e a pressão dos brasileiros, Leopoldina, aconselhada por José Bonifácio de Andrada e Silva, compreendeu que a independência era o único caminho para evitar a fragmentação do Brasil em repúblicas, como ocorrera com a América Espanhola, e para garantir que um membro da Casa de Bragança continuasse a reinar no Rio de Janeiro. Em cartas, ela adotou a causa brasileira como sua, escrevendo "nós, brasileiros" e defendendo a permanência no país. Seu apoio foi fundamental para a decisão de D. Pedro no Dia do Fico, em 9 de janeiro de 1822.
O momento decisivo veio em agosto de 1822. Com D. Pedro em viagem para pacificar as províncias, Leopoldina assumiu o governo como Princesa Regente Interina, com plenos poderes. No final de agosto, chegaram de Lisboa decretos que anulavam a autoridade de D. Pedro e ameaçavam com o envio de tropas. Sem tempo para esperar o retorno do marido, Leopoldina convocou o Conselho de Estado para uma sessão extraordinária em 2 de setembro de 1822.
As atas da reunião, presidida por ela, registram a decisão de resistir às ordens de Lisboa e de tomar "enérgicas providências" para a defesa do Brasil. Após a reunião, Leopoldina assinou a declaração de independência e escreveu a famosa carta a D. Pedro, que ele receberia em 7 de setembro. Nela, informava sobre as ameaças de Portugal e o aconselhava com urgência e visão política:

“Pedro, o Brasil está como um vulcão [...] As Cortes portuguesas ordenam vossa partida imediata, ameaçam-vos e humilham-vos. O Conselho de Estado acaba de vos pedir que fiqueis [...] O pomo está maduro, colhei-o já, senão apodrece.”
A carta de Leopoldina, junto com as de José Bonifácio, não deixou a D. Pedro outra opção senão ratificar a decisão que já havia sido tomada no Rio de Janeiro. O "Grito do Ipiranga" foi a consequência direta da ação política de sua esposa.
Após a proclamação, Leopoldina continuou a atuar politicamente. Foi uma das idealizadoras da nova bandeira imperial, unindo o verde-louro dos Bragança com o amarelo-ouro de sua própria Casa de Habsburgo, simbolizando a união das duas dinastias na fundação do novo império. Foi aclamada Imperatriz em 1 de dezembro de 1822, na cerimônia de coroação de Pedro I.

## Declínio da saúde e morte

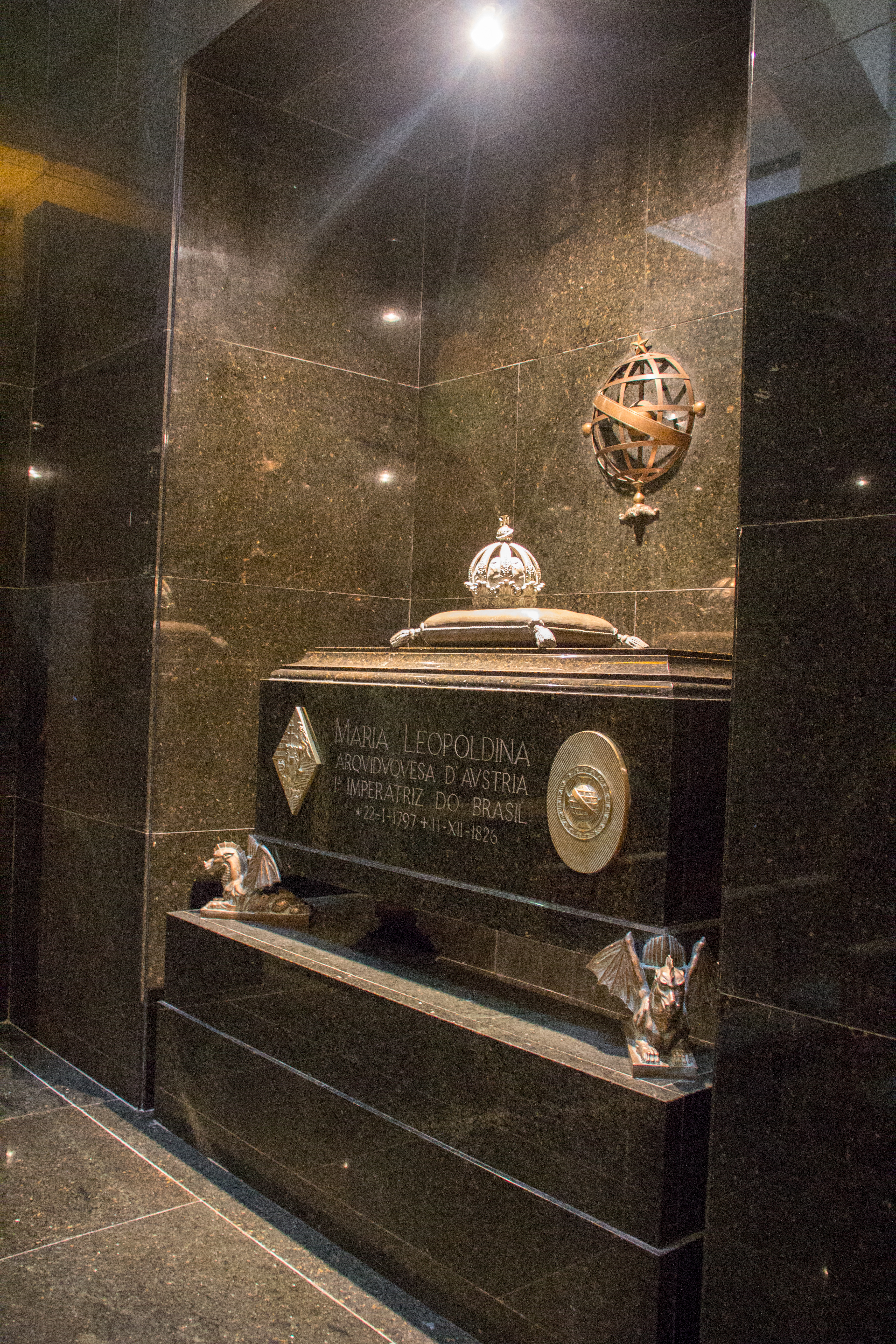
Túmulo de Dona Leopoldina na Cripta Imperial, São Paulo

### Humilhação e isolamento

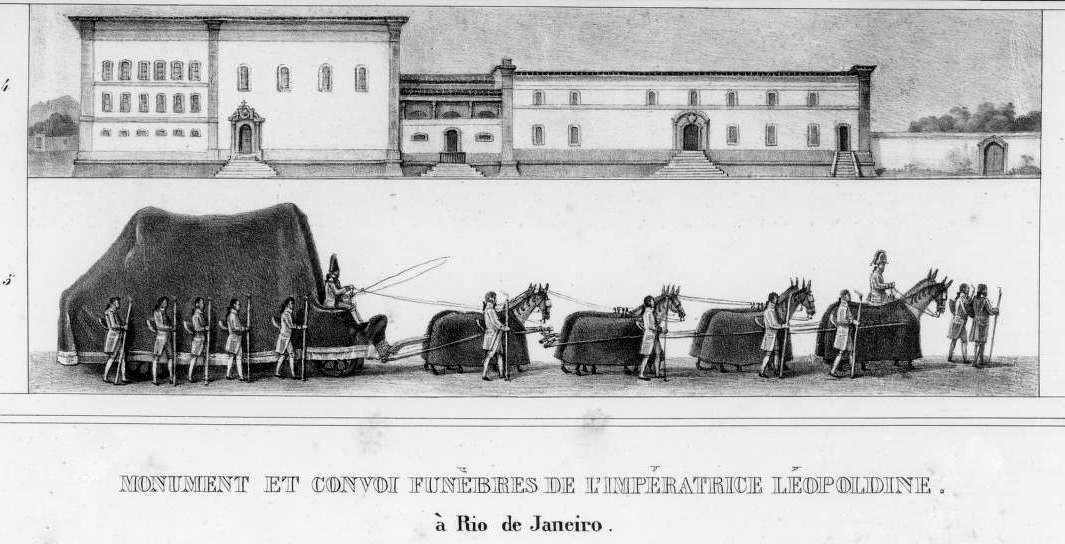
Cortejo fúnebre da Imperatriz D. Leopoldina. Ao fundo o Convento D'Ajuda, onde foi sepultada a imperatriz

A vida de Leopoldina como imperatriz foi marcada por uma crescente tragédia pessoal. O relacionamento com D. Pedro, já conturbado por seu temperamento volátil, deteriorou-se completamente com o caso extraconjugal do imperador com Domitila de Castro Canto e Melo. D. Pedro não apenas manteve a amante, como a instalou na corte, concedendo-lhe o título de Marquesa de Santos e nomeando-a dama de companhia da imperatriz, uma humilhação pública e sem precedentes. A filha bastarda do imperador com a amante, Isabel Maria, foi legitimada e recebeu o título de Duquesa de Goiás, enquanto Leopoldina se via cada vez mais isolada e deprimida.
Em sua correspondência com a irmã Maria Luísa, ela desabafava sobre o sofrimento causado pelo "monstro sedutor". Isolada, dedicou-se aos filhos e às suas correspondências, mas sua saúde física e mental definhava rapidamente. No início de novembro de 1826, já grávida de seu nono filho, a imperatriz adoeceu gravemente.

### Comoção popular
A doença de D. Leopoldina causou uma enorme comoção no Rio de Janeiro. Querida pelo povo, que a via como uma protetora e a "mãe dos brasileiros", sua agonia foi acompanhada por demonstrações públicas de afeto e desespero. O embaixador prussiano registrou a "consternação indescritível" do povo, que se ajoelhava nas ruas e lotava as igrejas para rezar por sua recuperação. Procissões solenes percorriam a cidade em direção à Quinta da Boa Vista. A popularidade da imperatriz contrastava fortemente com a imagem cada vez mais negativa de D. Pedro e da Marquesa de Santos, que foi responsabilizada pela tragédia e teve sua casa apedrejada.

### Causa da morte: mito e ciência
Por muito tempo, a causa da morte de Leopoldina foi envolta em controvérsia. A versão popular, corroborada por alguns cronistas da época, afirmava que ela teria morrido em consequência de uma agressão física de D. Pedro durante uma discussão em 20 de novembro de 1826, que teria provocado a interrupção de sua gravidez e a subsequente infecção. Essa narrativa, alimentada pela notória violência do imperador e pela humilhação pública da imperatriz, tornou-se parte do imaginário popular e manchou a reputação de D. Pedro na Europa.
No entanto, análises históricas de documentos médicos e, de forma conclusiva, a exumação de seus restos mortais em 2012, refutaram essa teoria. O relatório do médico que a atendeu descreveu sintomas como febre alta, delírios e inchaços, consistentes com uma grave infecção. A análise forense de seu esqueleto, conduzida por pesquisadores da Universidade de São Paulo, não encontrou nenhuma evidência de fraturas ou lesões ósseas que pudessem ter sido causadas por uma agressão. A conclusão científica é que a Imperatriz sofreu um aborto espontâneo em 2 de dezembro, seguido de uma infecção generalizada (septicemia ou febre puerperal), que a levou à morte em 11 de dezembro de 1826. Embora a agressão física fatal tenha sido descartada, o profundo estresse psicológico e a depressão causados pelas humilhações do marido são considerados fatores que contribuíram para a fragilização de sua saúde e as complicações de sua última gravidez.
Sua morte foi lamentada por toda a nação. O povo chorou a perda de sua imperatriz, e seu funeral foi um evento de grande comoção. Foi sepultada inicialmente no Convento da Ajuda, no Rio de Janeiro. Com a demolição do convento em 1911, seus restos foram transferidos para o Convento de Santo Antônio. Em 1954, foram definitivamente depositados em um sarcófago na Cripta Imperial, no Monumento à Independência, em São Paulo, onde repousa ao lado do marido e de sua sucessora, D. Amélia.

## Legado
A historiografia recente tem resgatado o papel de Maria Leopoldina, movendo sua imagem de uma figura trágica e passiva para a de uma protagonista política inteligente e decisiva. Sua formação de estadista, seu pragmatismo e sua dedicação ao Brasil foram fundamentais para a consolidação da nação.
Seu legado é vasto e multifacetado:
- A Arquiteta da Independência:É cada vez mais reconhecida como a mente por trás da decisão de romper com Portugal, usando sua influência e poder como regente para garantir a unidade e a soberania do Brasil.
- Mecenas da Ciência e da Cultura:A Missão Científica Austríaca, que veio ao Brasil em seu séquito, representa uma de suas contribuições mais duradouras, resultando em um acervo inestimável sobre a natureza e a cultura brasileiras.
- Incentivadora da Imigração: Leopoldina foi uma forte defensora da imigração europeia como forma de desenvolver o país e diversificar a mão de obra. Seu apoio foi crucial para o início da imigração alemã, especialmente no sul do país, onde cidades como São Leopoldo foram nomeadas em sua homenagem.
- Símbolos Nacionais: A Bandeira do Brasil carrega, em suas cores, a memória de sua união dinástica: o verde dos Bragança e o amarelo dos Habsburgo, um legado visual que permanece até hoje.
- A "Mãe dos Brasileiros": Sua popularidade em vida, especialmente entre os mais pobres e os escravizados, que a viam como uma protetora, consolidou sua imagem como a "mãe dos brasileiros", uma figura de afeto e respeito na memória nacional.

Apesar da vida curta e do sofrimento pessoal, o impacto de Maria Leopoldina na história do Brasil foi profundo e duradouro, solidificando seu lugar como uma das figuras mais importantes na fundação do império.

## Representações na cultura
A imperatriz Leopoldina já foi retratada como personagem no cinema e na televisão, interpretada por Kate Hansen no filme Independência ou Morte (1972), Maria Padilha na novela Marquesa de Santos (1984) e Érika Evantini na minissérie O Quinto dos Infernos (2002).
A vida de Leopoldina também foi tema do enredo de 1996 da escola de samba Imperatriz Leopoldinense, cujo próprio nome já deriva indiretamente do seu (porque a escola é sediada na zona da Estrada de Ferro Leopoldina, assim batizada em homenagem à imperatriz). Na ocasião, a carnavalesca Rosa Magalhães recebeu apoio do governo da Áustria para a realização do desfile.
Em 2007, a atriz Ester Elias deu vida a uma Leopoldina no musical Império, de Miguel Falabella, que conta parte da história do Império do Brasil.
Em 2017, a atriz Letícia Colin interpretou a imperatriz Leopoldina na telenovela das 18h Novo Mundo na Rede Globo.
Em 2018, Leopoldina e a Imperatriz Leopoldinense foram homenageadas pela escola de samba Tom Maior, no carnaval de São Paulo.
Em 2019, um episódio da série Show da História, do Canal Futura, foi centrado na história da imperatriz.

## Títulos e honras

### Títulos e estilos
- 22 de janeiro de 1797 – 6 de novembro de 1817: Sua Alteza Imperial e Real, a Arquiduquesa Leopoldina da Áustria, Princesa da Hungria, Croácia e Boêmia
- 6 de novembro de 1817 – 12 de outubro de 1822: Sua Alteza Real, a Princesa Real do Reino Unido de Portugal, Brasil e Algarves
- 7 de Setembro de 1822 - 12 de Outubro de 1822: Sua Alteza Real, a Princesa Regente Interina do Brasil
- 12 de outubro de 1822 – 11 de dezembro de 1826: Sua Majestade Imperial, a Imperatriz do Brasil
  - 10 de março de 1826 – 2 de maio de 1826: Sua Majestade Fidelíssima, a Rainha de Portugal e Algarves

### Honras
Brasileiras:
- Dama Grã-Cruz da Imperial Ordem do Cruzeiro
- Dama Grã-Cruz da Imperial Ordem de Pedro Primeiro
- Dama Grã-Cruz da Imperial Ordem da Rosa

Portuguesas:
- Dama Grã-Cruz da Ordem de Nossa Senhora da Conceição de Vila Viçosa
- Grã-mestra da Ordem da Rainha Santa Isabel

Estrangeiras:
- Dama da Ordem da Cruz Estrelada
- Dama da Ordem de Santa Isabel
- Dama da Ordem da Rainha Maria Luísa

## Galeria

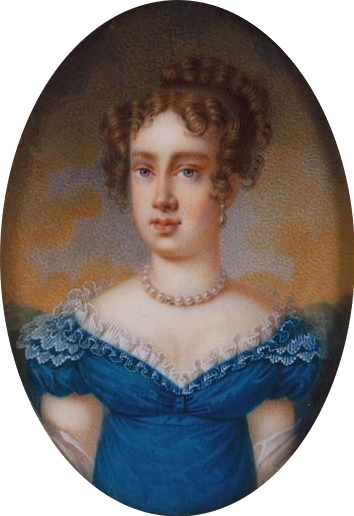
D. Leopoldina, Imperatriz do Brasil

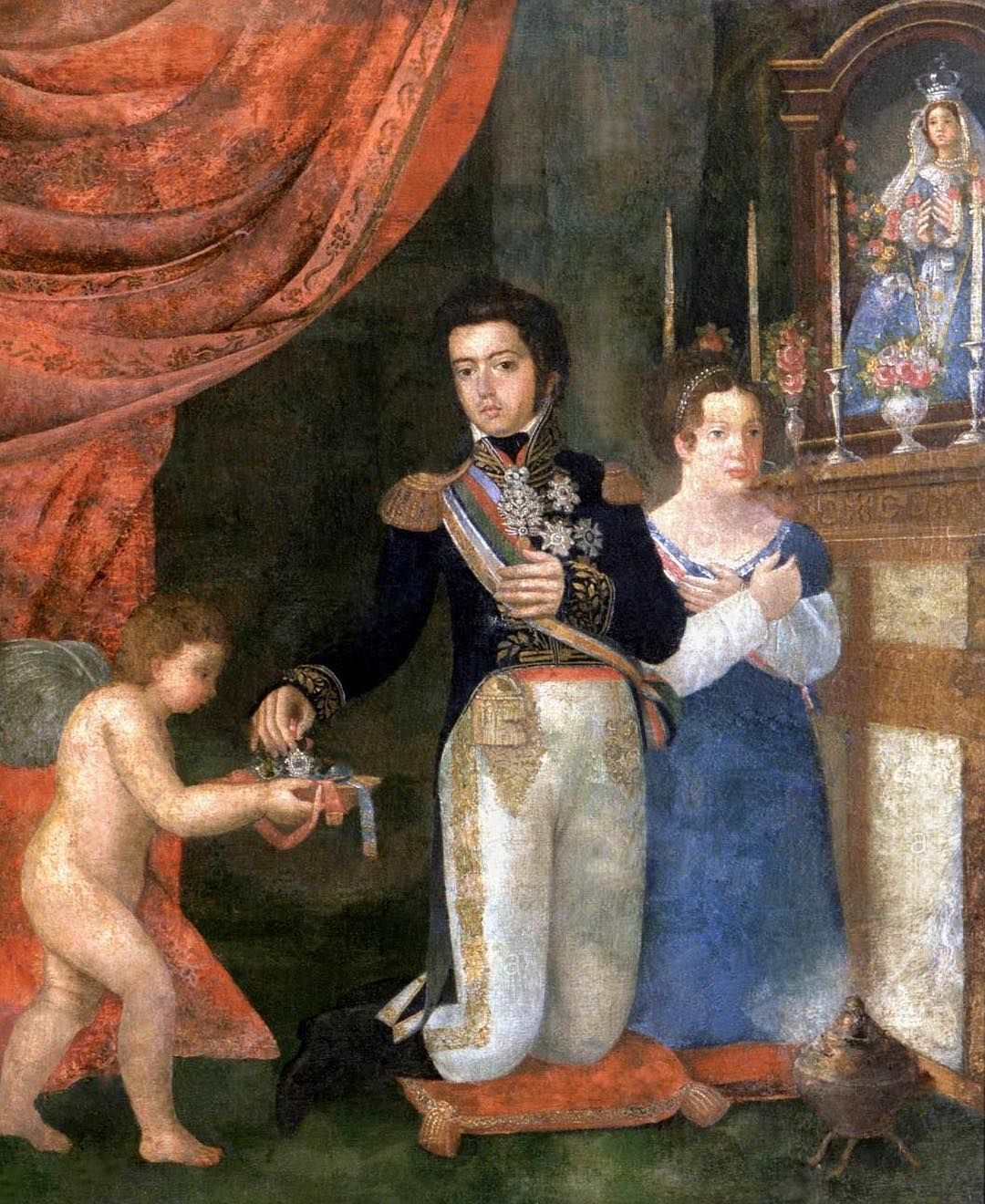
Casamento de Dom Pedro, com D. Leopoldina, na Obra da coleção Brasiliana Iconográfia.

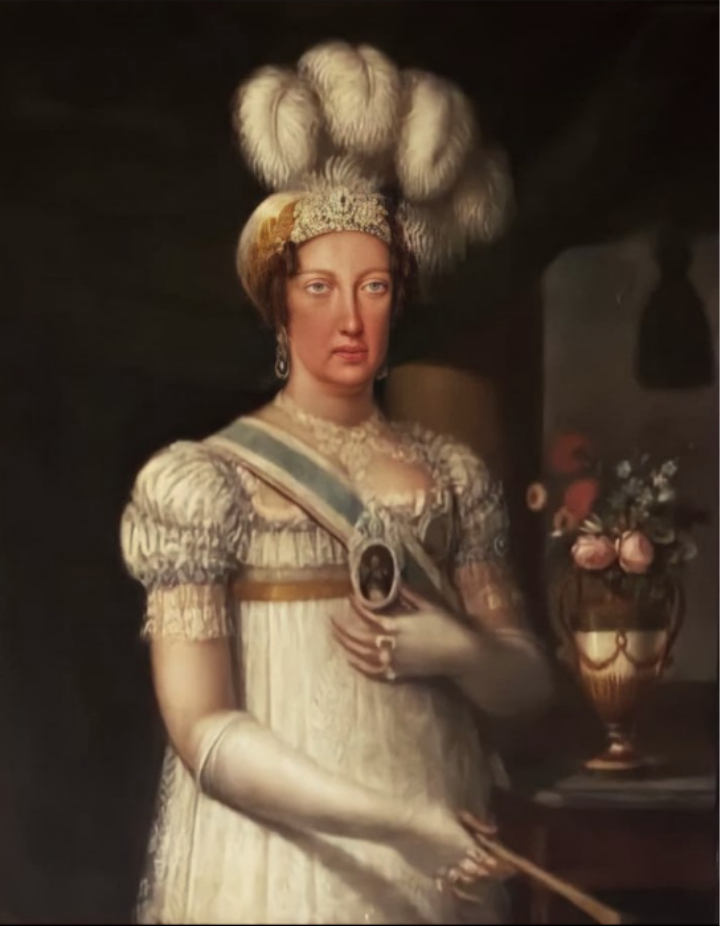
Imperatriz Maria Leopoldina

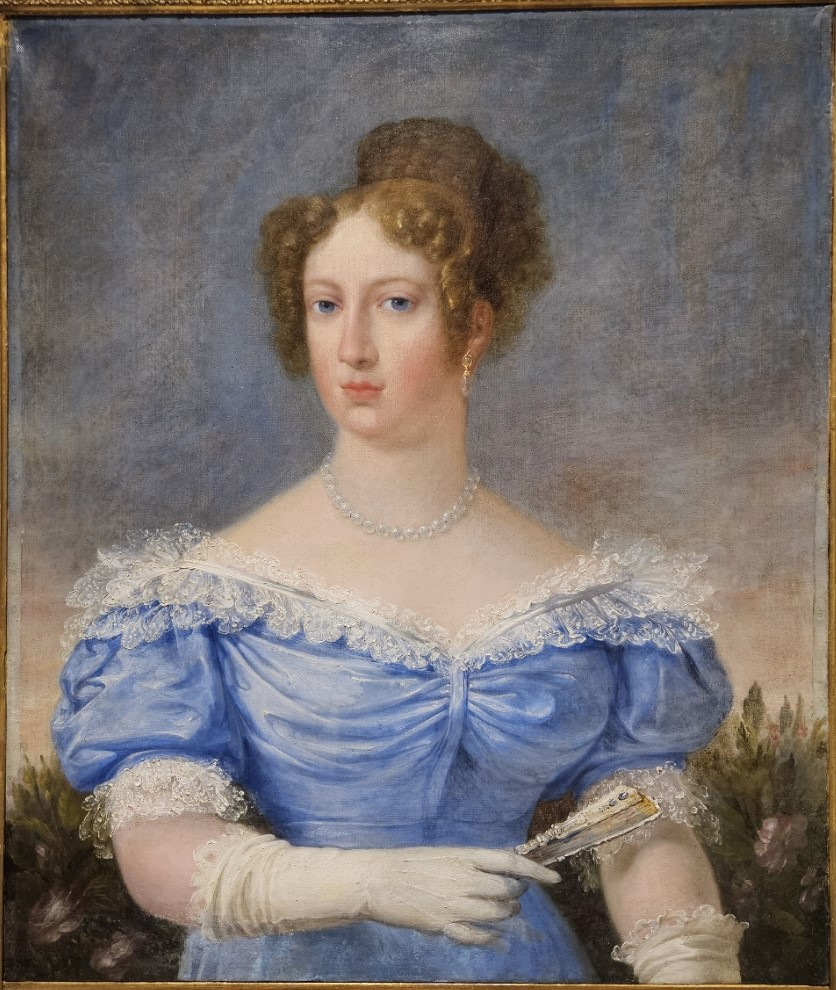
Imperatriz D. Leopoldina da Áustria, óleo sobre a tela, de autor desconhecido

## Descendência

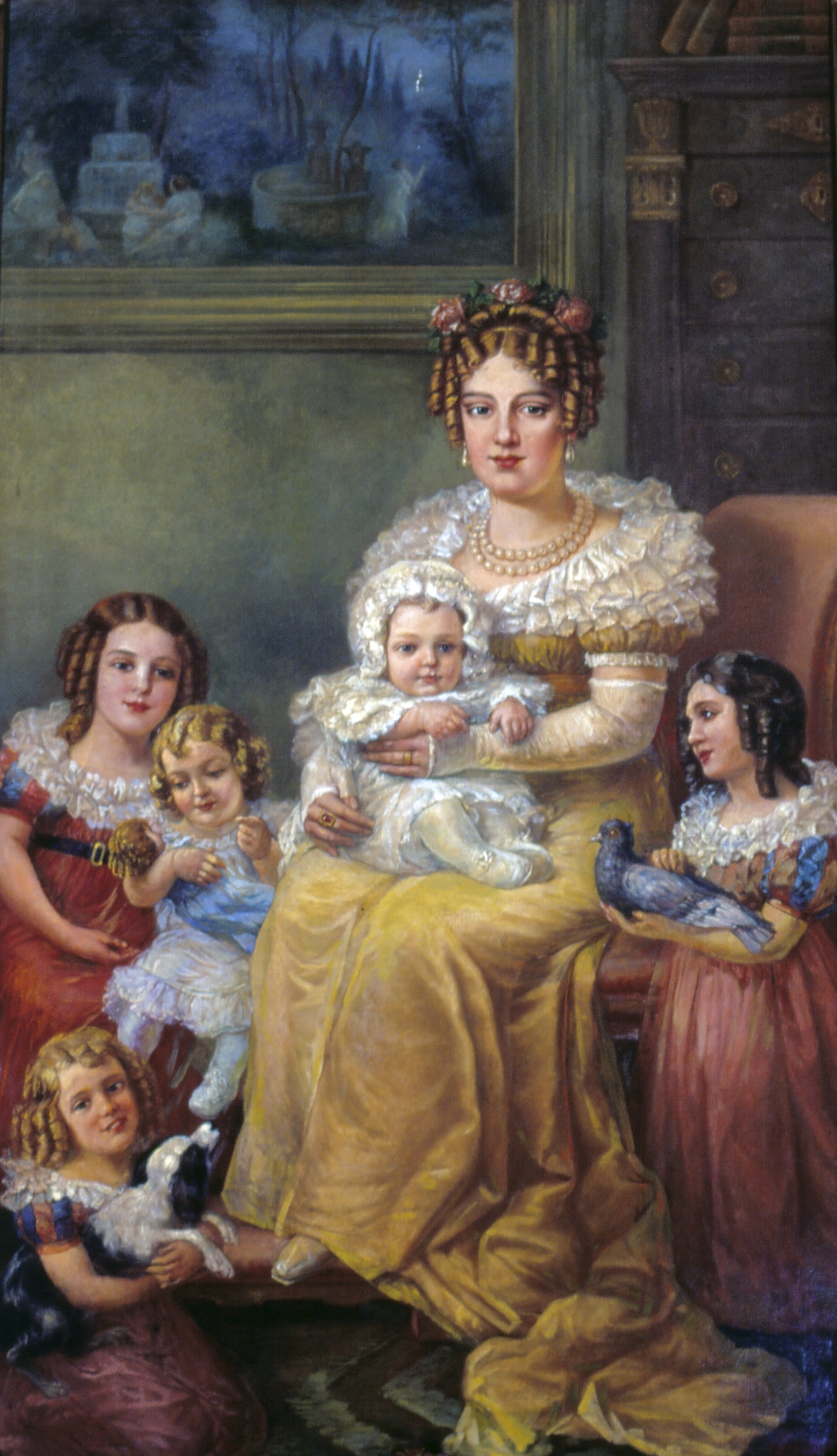
Retrato de Dona Leopoldina e seus filhos, por Domenico Failutti

A imperatriz teve 9 gestações durante sua vida, porém acabou sofrendo dois abortos, sendo o segundo fatal. Seus sete filhos que sobreviveram a gestação foram:
| Nome                           | Retrato | Vida                                            | Notas |
| ------------------------------ | ------- | ----------------------------------------------- | --- |
| Maria II de Portugal           |         | 4 de abril de 1819 – 15 de novembro de 1853     | Rainha de Portugal de 1826 até sua morte. Casou-se primeiro com o príncipe Augusto de Beauharnais, Duque de Leuchtenberg, porém ele morreu poucos meses após a união. Seu segundo marido foi o príncipe Fernando de Saxe-Coburgo-Gota, que se tornou o rei D. Fernando II após o nascimento do primeiro filho do casal. Tiveram onze filhos. Maria foi a herdeira de seu irmão Pedro II desde a ascensão deste até sua exclusão da linha de sucessão brasileira em 30 de outubro de 1835 pela lei nº 91. |
| Miguel de Portugal             |         | 26 de abril de 1820                             | Nascido e morto na mesma data, foi um natimorto. Como varão do herdeiro da Coroa Portuguesa, teria sido Infante de Portugal. |
| João Carlos, Príncipe da Beira |         | 6 de março de 1821 – 4 de fevereiro de 1822     | Viveu apenas 11 meses. Príncipe da Beira de seu nascimento até sua morte. |
| Januária do Brasil             |         | 11 de março de 1822 – 13 de março de 1901       | Casou-se com o príncipe Luís Carlos, Conde de Áquila, filho do rei Francisco I das Duas Sicílias, com quem teve quatro filhos. Foi oficialmente reconhecida como uma infanta de Portugal em 4 de junho de 1822, porém foi posteriormente excluída da linha de sucessão portuguesa após a independência do Brasil. |
| Paula do Brasil                |         | 17 de fevereiro de 1823 – 16 de janeiro de 1833 | Morreu aos nove anos de idade, provavelmente de meningite. Por ter nascido depois da independência do Brasil, ela nunca fez parte da linha de sucessão portuguesa. |
| Francisca do Brasil            |         | 2 de agosto de 1824 – 27 de março de 1898       | Casou-se com o príncipe Francisco de Orleães, Príncipe de Joinville, filho do rei Luís Filipe I da França. O casal teve três filhos. Por ter nascido depois da independência do Brasil, ela nunca fez parte da linha de sucessão portuguesa. |
| Pedro II do Brasil             |         | 2 de dezembro de 1825 – 5 de dezembro de 1891   | Imperador do Brasil de 1831 até 1889. Casou-se com a princesa Teresa Cristina das Duas Sicílias, filha do rei Francisco I das Duas Sicílias, com quem teve quatro filhos. Por ter nascido depois da independência do Brasil, ele nunca fez parte da linha de sucessão portuguesa. |

## Ancestrais
| Ancestrais de Maria Leopoldina da Áustria        | Ancestrais de Maria Leopoldina da Áustria        | Ancestrais de Maria Leopoldina da Áustria        | Ancestrais de Maria Leopoldina da Áustria        | Ancestrais de Maria Leopoldina da Áustria | Ancestrais de Maria Leopoldina da Áustria | Ancestrais de Maria Leopoldina da Áustria | Ancestrais de Maria Leopoldina da Áustria | Ancestrais de Maria Leopoldina da Áustria | Ancestrais de Maria Leopoldina da Áustria | Ancestrais de Maria Leopoldina da Áustria | Ancestrais de Maria Leopoldina da Áustria | Ancestrais de Maria Leopoldina da Áustria         | Ancestrais de Maria Leopoldina da Áustria         | Ancestrais de Maria Leopoldina da Áustria | Ancestrais de Maria Leopoldina da Áustria |
| 16. Leopoldo, Duque de Lorena                    | 17. Élisabeth Charlotte d'Orléans                | 18. Carlos VI do Sacro Império Romano-Germânico  | 19. Isabel Cristina de Brunsvique-Volfembutel    | 20. Filipe V de Espanha                   | 21. Isabel Farnésio                       | 22. Augusto III da Polônia                | 23. Maria Josefa da Áustria               |                                           |                                           |                                           |                                           |                                                   |                                                   |                                           |                                           |
| 8. Francisco I do Sacro Império Romano-Germânico | 8. Francisco I do Sacro Império Romano-Germânico | 9. Maria Teresa da Áustria                       | 9. Maria Teresa da Áustria                       | 10. Carlos III de Espanha                 | 10. Carlos III de Espanha                 | 11. Maria Amália da Saxônia               | 11. Maria Amália da Saxônia               | 12. Carlos III de Espanha                 | 12. Carlos III de Espanha                 | 13. Maria Amália da Saxônia               | 13. Maria Amália da Saxônia               | 14. Francisco I do Sacro Império Romano-Germânico | 14. Francisco I do Sacro Império Romano-Germânico | 15. Maria Teresa da Áustria               | 15. Maria Teresa da Áustria               |
| 4. Leopoldo II do Sacro Império Romano-Germânico | 4. Leopoldo II do Sacro Império Romano-Germânico | 4. Leopoldo II do Sacro Império Romano-Germânico | 4. Leopoldo II do Sacro Império Romano-Germânico | 5. Maria Luísa da Espanha                 | 5. Maria Luísa da Espanha                 | 5. Maria Luísa da Espanha                 | 5. Maria Luísa da Espanha                 | 6. Fernando I das Duas Sicílias           | 6. Fernando I das Duas Sicílias           | 6. Fernando I das Duas Sicílias           | 6. Fernando I das Duas Sicílias           | 7. Maria Carolina da Áustria                      | 7. Maria Carolina da Áustria                      | 7. Maria Carolina da Áustria              | 7. Maria Carolina da Áustria              |
| 2. Francisco I da Áustria                        | 2. Francisco I da Áustria                        | 2. Francisco I da Áustria                        | 2. Francisco I da Áustria                        | 2. Francisco I da Áustria                 | 2. Francisco I da Áustria                 | 2. Francisco I da Áustria                 | 2. Francisco I da Áustria                 | 3. Maria Teresa de Nápoles e Sicília      | 3. Maria Teresa de Nápoles e Sicília      | 3. Maria Teresa de Nápoles e Sicília      | 3. Maria Teresa de Nápoles e Sicília      | 3. Maria Teresa de Nápoles e Sicília              | 3. Maria Teresa de Nápoles e Sicília              | 3. Maria Teresa de Nápoles e Sicília      | 3. Maria Teresa de Nápoles e Sicília      |
| 1. Maria Leopoldina da Áustria                   | 1. Maria Leopoldina da Áustria                   | 1. Maria Leopoldina da Áustria                   | 1. Maria Leopoldina da Áustria                   | 1. Maria Leopoldina da Áustria            | 1. Maria Leopoldina da Áustria            | 1. Maria Leopoldina da Áustria            | 1. Maria Leopoldina da Áustria            | 1. Maria Leopoldina da Áustria            | 1. Maria Leopoldina da Áustria            | 1. Maria Leopoldina da Áustria            | 1. Maria Leopoldina da Áustria            | 1. Maria Leopoldina da Áustria                    | 1. Maria Leopoldina da Áustria                    | 1. Maria Leopoldina da Áustria            | 1. Maria Leopoldina da Áustria            |
| ------------------------------------------------ | ------------------------------------------------ | ------------------------------------------------ | ------------------------------------------------ | ----------------------------------------- | ----------------------------------------- | ----------------------------------------- | ----------------------------------------- | ----------------------------------------- | ----------------------------------------- | ----------------------------------------- | ----------------------------------------- | ------------------------------------------------- | ------------------------------------------------- | ----------------------------------------- | ----------------------------------------- |